# The World of Wonderful Reality
The World of Wonderful Reality è un film muto del 1924 scritto, diretto e interpretato da Henry Edwards.

## Trama
Uno scrittore al verde, per compiacere il padre che sta per morire, fa passare una ragazza per sua moglie.

## Produzione
Il film fu prodotto dalla Hepworth.

## Distribuzione
Distribuito dalla Hepworth, il film uscì nelle sale cinematografiche britanniche nel marzo 1924.
Fu distrutto nel 1924 dallo stesso produttore, Cecil M. Hepworth. Fallito, in gravissime difficoltà finanziarie, Hepworth pensò in questo modo di poter almeno recuperare il nitrato d'argento della pellicola.